# 賢馬ハンス

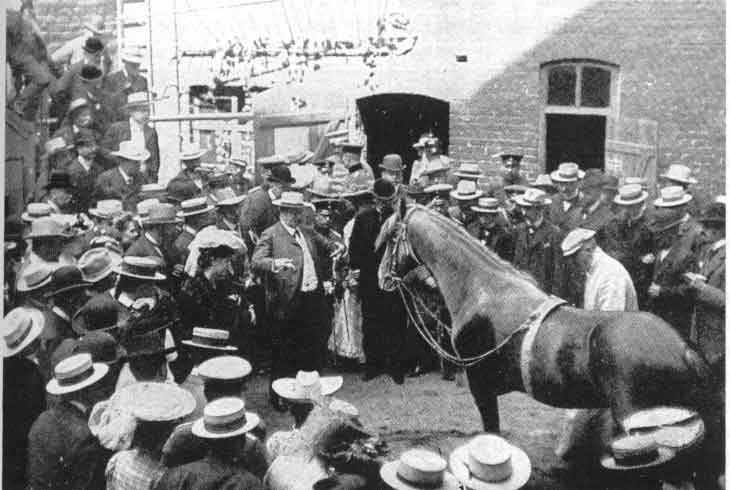
ハンスが実際に「計算」を披露しているところ

賢馬ハンス（けんばハンス、独: Kluger Hans、英: Clever Hans）は、人間の言葉が分かり計算もできるとして19世紀末から20世紀初頭のドイツで話題になったオルロフ・トロッター種の馬である。実際には観客や飼い主が無意識下で行う微妙な動きを察知して答えを得ていた。
1891年頃から飼い主のヴィルヘルム・フォン・オーステン が出す簡単な問題を蹄で地面を叩く回数で答えると言う事で有名になり、1904年にはカール・シュトゥンプらによって調査されたが、何のトリックもないと結論づけられた。その後アルバート・モールによって飼い主の動きを追っている事が指摘され、1907年に心理学者オスカー・フングスト らによってハンスがどのようにして答えを得ていたかが解明された。観客や飼い主、出題者、その場に居合わせた誰にも問題が分からないように出題する（あらかじめ紙に書かれた問題を出題者が見ずに出題する、あるいは出題後直ちに立ち去る）と、ハンスは正解を出す事ができなくなったのである。つまり計算ができるのではなく、回りの雰囲気を敏感に察知することに長けた馬だったのである。今日ではこのような現象を「クレバー・ハンス効果」と呼び、観察者期待効果としてのちの動物認知学に貢献した。

## 概説
20世紀のヨーロッパでは、ダーウィンの著作が発表された直後で、動物の認知 に深い感心が抱かれていた。
ハンスはヴィルヘルム・フォン・オーステン卿の持ち馬である。卿はギムナジウムの数学の教員であり、馬の調教師でもあって、かつ現在は否定されている骨相学やその他神秘的なものを信じていた。
卿によるとハンスは加減乗除と分数が出来、時間も日付も分かり、音階も理解していて、さらにはドイツ語の読み書き理解もできると言われていた。卿が「もし8日が火曜日なら、次の金曜日はいつかね」と質問すると、ハンスは蹄を鳴らして答えるという。その質問は口答・筆記を問わなかった。卿はハンスをドイツ中に紹介し、見るのに料金をとらなかった。ハンスのその能力はニューヨーク・タイムズに掲載された。

## 調査
関心が高まり、ドイツ教育委員会は卿の主張の検証を申し入れた。哲学者であり心理学者でもあるカール・シュトゥンプは、「ハンス委員会」として知られる評議会に、獣医師やサーカス団長、重騎兵隊隊長、教員ら、ベルリン動物公園園長などを招いた。13人からなるこの評議会は1904年、「ハンスの能力に誤謬は見当たらない」と結論した。
評議会はこの結果をフングストに通知した。彼はハンスの能力の根拠を以下の方法で検証した。
1. 馬と質問者を見物人から離すことによって、そこから手がかりを得られないようにする。
2. 質問者は馬の持ち主であってはいけない。
3. 遮眼帯を用いて、馬が質問者から見えるかどうかは変化させる。
4. 質問者が質問の答えをあらかじめ知っているかどうかを変える。

十分な回数テストを行ってフングストが得た結果では、質問者が卿である必要はない（詐称ではないことが証明された）が、馬が正しく答えられるためには、質問者が答えを知っておりかつ見える位置にいることが必要だった。卿が答えを知っている時は馬は89%の確率で正しく答えたが、そうでない時は6%しか正答しなかった。
フングストは次に、質問者の身振りを詳細に観察し、ついに、馬が蹄で叩く回数が期待された回数に近づくにつれ、質問者の体勢と表情が次第にこわばり、最後の一叩きの瞬間にその緊張が開放されているという点を発見した。馬はこの合図を判断の手がかりに使っていたのだ。
馬の社会システムでは、群れの他の個体の姿勢・体勢・重心移動などが重要であり、ハンスが卿の体勢の変化をたやすく読み取れた理由はここにあったのだろうと想像できる。卿は、自分がそのような合図を送っていることなどまったく意識していなかっただろう。しかし、そのような読み取り能力は馬に固有のものではない。そこでフングストは、馬の立場に人間が立ち、質問者の質問に足のタップで答えるテストをさらに行った。結果、被験者は90%の場合正解することができた。
なお、卿もハンスも残酷なほどに癇癪持ちであった。卿は馬が失敗する度に怒り狂う傾向があり、ハンスは実験中、フングストに幾回も噛みついたようである。
こうして公式にハンスの知性が否定された後も、卿はフングストの発見を気に留めることなく、ハンスをドイツ中に紹介して回り、ハンスはその度に大観衆に迎えられたようだ。そして1909年に卿が亡くなるとハンスは何人もの人の手に渡り、恐らくは第一次世界大戦に投入されたと考えられている。1916年より後の記録は残っていない。

## クレバー・ハンス効果
クレバー・ハンス効果が問題となる事項として、警察犬による臭気選別が挙げられる。
警察が警察犬を用いた臭気鑑定を行う際、クレバー・ハンス効果によって、警察犬が臭気の感知ができたかどうかではなく飼い主である指導手の顔色を窺って判定してしまうことが考えられる。その場合、警察の持つ事件への予断を上塗りする判定結果とならざるをえず、冤罪につながる恐れがある。
クレバー・ハンス効果の可能性を否定できないとして臭気鑑定の信用性が否定された結果、無罪判決が下された事例もあり(大阪高判平成13年9月28日)、臭気鑑定には指導手によるクレバー・ハンス効果の可能性を排除した、厳密な運用が求められている。

## 関連書籍
- 『ウマはなぜ「計算」できたのか―「りこうなハンス効果」の発見』オスカル・プフングスト著 秦和子訳 現代人文社 2007年